# Власов, Максим Григорьевич
Макси́м Григо́рьевич Вла́сов (13 [24] августа 1767, станица Раздорская — 21 июня [3 июля] 1848, станица Усть-Медведицкая) — русский военачальник, генерал от кавалерии (1843), наказной атаман войска Донского (1836).

## Биография
Сын бедного донского казака, выслужившегося в офицеры, казак Раздорской станицы, родился в 1767 году.
Отец проездом на службу в Польшу оставил его девятилетним мальчиком у монахов Киево-Печерской лавры, и у них он научился грамоте. В 1784 году при возвращении из Польши отец взял мальчика у монахов и определил его писарем в «гражданское правление». Максима работа в канцелярии не увлекла; он родился казаком и хотел им оставаться. Был записан казаком на службу, действительное прохождение которой начал в 1786 году. В 1790 году М. Г. Власов назначен писарем в полку Грекова.
Участник войн с Польшей в 1792 и 1794 годах. С Донским казачьим войском атамана Платова ходил на защиту Пруссии, а также сражался в войне 1807 года против Наполеона. Продолжил службу в русско-турецкой войне 1806—1812 годов.
В турецкую войну 1806—1812 годов Власов был в Атаманском полку. Все войны с Наполеоном он проделал с полком своего имени. Принимал участие в тяжёлых боях с противником.
В Бородинском сражении командовал отдельным отрядом. Отличился в арьергардных и авангардных боях при преследовании французов. Под Ковно отряд из трёх казачьих полков под его командованием захватил в плен 23 офицера и 2237 французских солдат, за что он был награждён орденом святого Георгия четвёртого класса. 2 февраля 1813 года М. Г. Власов был произведён в полковники.
В 1813 и 1814 годах Власов, участвуя под начальством генерал-адъютанта А. Чернышёва в заграничном походе русской армии, имел ряд отличий, особенно в сражениях при взятии Берлина, Люнебурга и Бад-Бельцига, где им было взято в плен 20 офицеров и 1207 солдат.
За храбрость и отличия Власов был награждён орденом святого Георгия третьего класса, а за рейд на Кассель произведён в генерал-майоры. Затем он участвовал в сражении при Ганау, в осаде голландской крепости Куверден, в штурме Суассона, в боях у Лаона, Реймса, Вилькуа, Мартена.
В мае 1819 года Власов получил назначение походным атаманом донских полков в Грузии и был послан на Кавказ, где водворял спокойствие в Имеретии и Ширванском ханстве. С 1820 по 1826 год — главноуправляющий Черноморского казачьего войска по охране границ от набегов горцев.
В своём фундаментальном труде о кавказкой войне В. А. Потто посвятил главу доблестному подвигу казаков под командованием генерала Власова (которого он, вероятно, по ошибке называл Михаилом Григорьевичем) в Калаусской битве с шапсугами и жанеевцами (2—3 октября 1821 года на реке Кубань, близ Калаусского лимана). При этом, согласно В. А. Потто, М. Г. Власов находился впереди и лично принимал участие в рукопашной схватке наравне с другими, приговаривая «Бей, ребята! Топи, коли бусурманина!..» За эту битву император Александр I пожаловал ему орден Святого Владимира 2 степени. «Но лучшей наградой для Власова, — писал Потто, — осталась вековечная память о нём в Черноморье, внешним выражением которой служила поднесённая ему от черноморцев, оправленная в золото сабля, на клинке которой изображено было калаусское сражение».
В 1830—1831 годах Власов участвовал в походе против восставших поляков в звании походного атамана. В сражении при Вавре лично командовал атакующими полками, получив в бою сразу десять ран. За отличие получил чин генерал-лейтенанта.
В 1836 году М. Г. Власов был назначен исполнять обязанности донского войскового наказного атамана, в 1843 году был произведён в генералы от кавалерии.
Умер в дворянском звании в станице Усть-Медведицкая (ныне город Серафимович), заразившись холерой. Похоронен там же.

## Воинские звания
- Сотник (10.07.1792)[3]
- Есаул (18.11.1794)
- Войсковой старшина (1807)
- Подполковник (20.01.1810)
- Полковник (02.02.1813)
- Генерал-майор (19.09.1813)
- Генерал-лейтенант (21.02.1831)
- Генерал от кавалерии (10.10.1843)

## Награды
- Орден Святого Владимира 4-й степени с бантом (1807)[3]
- Орден Святой Анны 2-й степени (04.09.1809)
- Золотая сабля «За храбрость» (1812)
- Орден Святого Георгия 4-й степени (26.03.1813)
- Золотая сабля «За храбрость» (21.03.1813)
- Орден Святого Владимира 3-й степени (1813)
- Орден Святого Георгия 3-й степени (03.11.1813)
- Алмазные знаки к ордену Святой Анны 2-й степени (19.10.1813)
- Золотая сабля «За храбрость», украшенная алмазами (02.02.1814)
- Орден Святого Владимира 2-й степени (1814)
- Орден Святой Анны 1-й степени (1826)
- Императорская корона к ордену Святой Анны 1-й степени (1831)
- Орден Святого Александра Невского (1831)
- Знак ордена За военное достоинство 2-й степени (1831)
- Золотая табакерка с вензелем Имени Государя Императора (1835)
- Бриллиантовые знаки к ордену Святого Александра Невского (06.12.1838)
- Орден Святого Владимира 1-й степени (16.04.1841)

иностранные:
- Прусский Pour le Mérite (1807)
- Шведский Орден Меча крест рыцаря 1-го класса (1813)
- Прусский Орден Красного орла 1-й степени (1835)

## Память
- В 1904 году его имя присвоено 5-му Донскому казачьему полку, с тех пор полк носил название 5-й Донской казачий Войскового Атамана Власова полк.
- В 2012 году в станице Раздорской открыли памятник атаману Максиму Власову[4]